# Viking revival
Viking revival var en bevægelse med interesse og anvendelse af vikingernes historie og kultur i 1700- og 1800-tallet, ofte med romantiske heroriske overtoner. Den begyndte med historiske opdagelse og tidlige moderne udgivelser om nordboernes kultur. Dette optrådte i 1500-tallet i bl.a. Historia de gentibus septentrionalibus ("Nordboernes historie", Olaus Magnus, 1555) og i første udgave af Gesta Danorum fra 1200-tallet (Saxo Grammaticus), i 1514. Antallet af publikation om vikingetiden blev øget i 1600-tallet med oversættelser til latin af Eddaerne (særligt Peder Resens Edda Islandorum fra 1665).
Ordet Viking blev introduceret i moderne engelsk i 1700-tallet, hvor det ofte fik romantisk heroiske overtoner. Etymologer sporer typisk ordet til en person, der rejste ud for at plyndre og hærge. Ordet viking er afledt af det norrøne víkingr, der betegner en der rejser til havs eller en pirat.